# Třebíška
Třebíška (deutsch Triebischl, auch Tribischl) ist ein Ortsteil der Stadt Výsluní in Tschechien.

## Geographie
Třebíška liegt einen Kilometer südwestlich von Výsluní und gehört zum Okres Chomutov. Die Ortslage befindet sich auf dem Erzgebirgskamm am Rande der Sonnenberger Hochfläche in der Quellmulde des Třebíšský potok (Triebischler Bach). Östlich erhebt sich die Zieberler Höhe (762 m), im Süden der Volyňský vrch (Hundskoppe, 727 m), westlich die Lysá hora (Reischberg, 875 m) und im Nordwesten die Triebischler Koppe (810 m). Das Dorf liegt am Rand des Naturparkes Údolí Prunéřovský potok. Südöstlich befindet sich die Burg Hasištejn.
Nachbarorte sind Nové Domky, Výsluní und Sobětice im Nordosten, Vysoká Jedle im Osten, Úbočí im Südosten, Nová Víska, die Wüstungen Potočná und Pavlov sowie Hradiště im Süden, Volyně im Südwesten sowie Rusová im Westen.

## Geschichte

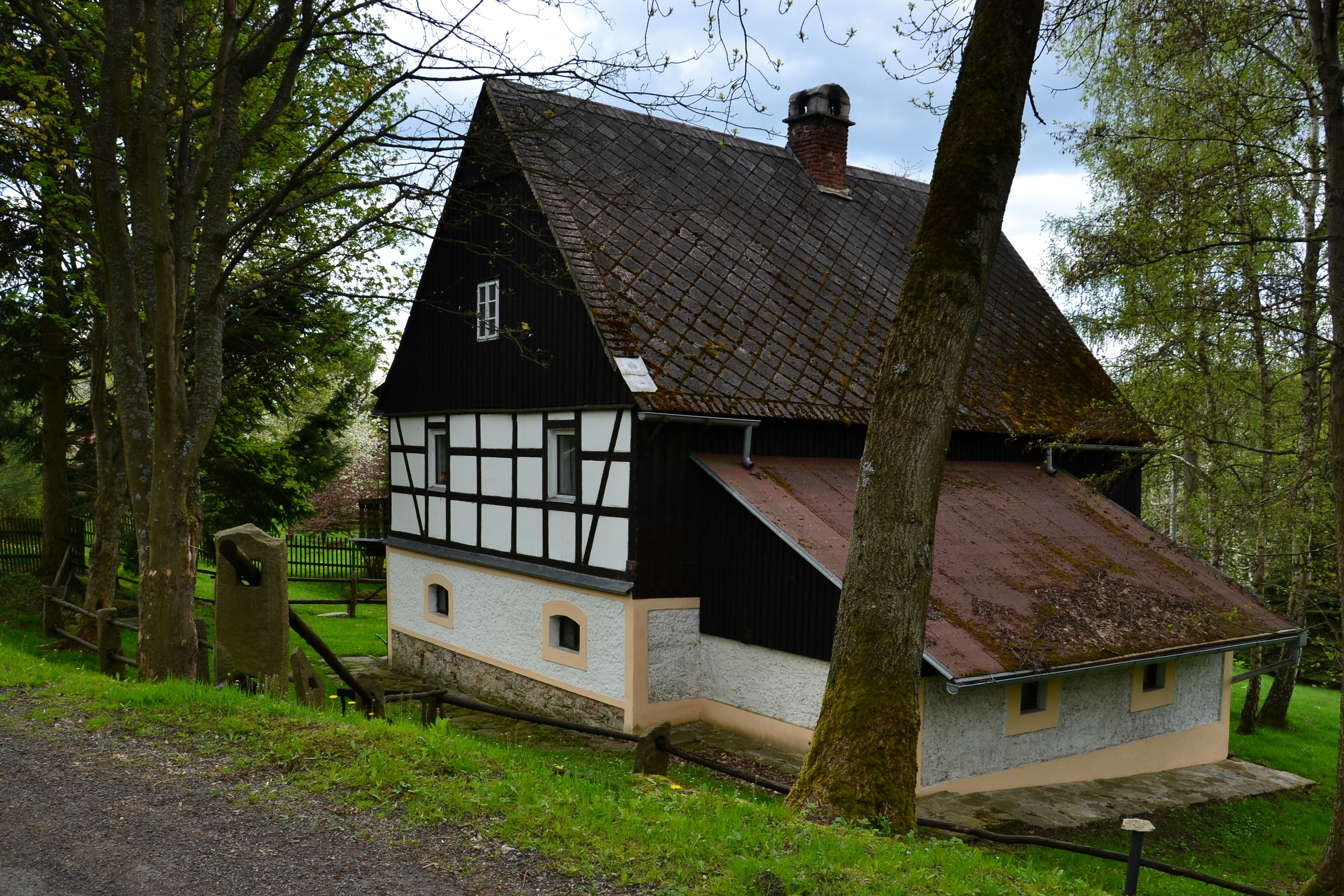
Haus in Třebíška

Die erste schriftliche Erwähnung des zum Preßnitzer Gut gehörigen Rundlings Tribussle erfolgte 1431 im Zuge der Teilungsrezesses zwischen Alesch und Wilhelm von Schönburg. Tribussle kam dabei zum Pürsteiner Anteil. 1446 verkaufte Alesch von Schönburg diesen Anteil an Nikolaus II. Lobkowicz von Hassenstein. Bei der Teilung der Herrschaft Hassenstein unter den drei Söhnen Nikolaus II. fiel Tribischl 1490 Nikolaus III. Lobkowicz von Hassenstein zu. Bei einer erneuten Teilung der Preßnitzer Güter erhielt 1518 Wenzel Popel von Lobkowicz auch Tribischl. Er verkaufte die Güter 1519 an seinen Bruder Wilhelm Popel von Lobkowicz. Von diesem erwarben 1533 die Grafen Schlick den Besitz, den sie bis zur Konfiskation im Jahre 1545 hielten. 1555 erhielt Bohuslav Felix von Lobkowitz und Hassenstein die Herrschaft Hassenstein als Pfandbesitz. Er kaufte aus dem Kammerbesitz noch mehrere Dörfer des Preßnitzer Gutes, darunter auch Tribischl, hinzu und bildete daraus den Sonnenberger Anteil. 1594 wurden die Besitzungen des in Ungnade gefallenen Georg Popel von Lobkowicz konfisziert. Tribischl bestand zu dieser Zeit aus 13 Anwesen. Mit der Abtrennung des Sonnenberger Anteils von der Herrschaft Hassenstein wurde das Dorf 1606 an die Herrschaft Preßnitz angeschlossen. 1664 bestand der Ort weiterhin aus 13 Wirtschaften. Schul- und Pfarrort war die Bergstadt Sonnenberg. Tribischl war ein rein landwirtschaftliches Dorf, Bergwerke bestanden auf seinen Fluren keine. 1847 lebten in den 22 Häusern des Dorfes 124 Menschen.
Nach der Aufhebung der Patrimonialherrschaften bildete Tribischl eine Gemeinde in der Bezirkshauptmannschaft Kaaden. 1906 wurde das Dorf dem neuen Bezirk Preßnitz zugeordnet. In den 1920er Jahren entstand der tschechische Ortsname Třebíška und der deutsche wurde in Triebischl geändert. Nach dem Münchner Abkommen wurde die Gemeinde 1938 dem Deutschen Reich zugeschlagen und gehörte bis 1945 zum Landkreis Preßnitz, dessen Auflösung zwar 1939 verkündet, aber bis zum Ende des Zweiten Weltkrieges nicht durchgeführt wurde. Triebischl sollte dabei dem Landkreis Kaaden zufallen. 1939 hatte die Gemeinde 88 Einwohner.
Nach dem Ende des Krieges kam Třebíška zur Tschechoslowakei zurück und die deutschen Bewohner wurden vertrieben. 1947 erfolgte die Auflösung des Okres Přísečnice und Třebíška wurde dem Okres Chomutov zugeschlagen. 1951 wurde Třebíška nach Výsluní eingemeindet. In Třebíška befand sich eine große Schäferei, die als einziges Anwesen über eine Wasserleitung verfügte. Ein großer Teil der neuen Bewohner wanderte wieder ab. 1965 wurde die Schäferei aufgelöst und darin ein Erholungsheim eingerichtet. Seit den 1960er Jahren erfolgte der Abriss der verfallenen Häuser, so dass Třebíška letztlich nur noch aus fünf Häusern bestand. Bei den Erhebungen 1980 und 1991 hatte Třebíška keine ständigen Einwohner mehr. Mit Beginn des Jahres 1979 verlor das Dorf seinen Status als Ortsteil. Seit 1999 wird Třebíška wieder amtlich als Ortsteil von Výsluní geführt. In Třebíška wurden mehrere Ferienhäuser neu errichtet.

## Entwicklung der Einwohnerzahl
| Jahr | Einwohnerzahl |
| ---- | ------------- |
| 1869 | 111           |
| 1880 | 109           |
| 1890 | 100           |
| 1900 | 87            |
| 1910 | 84            |

| Jahr | Einwohnerzahl |
| ---- | ------------- |
| 1921 | 88            |
| 1930 | 97            |
| 1950 | 29            |
| 1961 | 20            |
| 1970 | 7             |

| Jahr | Einwohnerzahl |
| ---- | ------------- |
| 1980 | 0             |
| 1991 | 0             |
| 2001 | 5             |
| 2011 | 4             |

## Sehenswürdigkeiten
- Felsental des Prunéřovský potok mit dem Wasserfall Kýšovický vodopád
- Burg Hasištejn

## Ehemalige Bauwerke
- Die Kapelle auf dem Dorfplatz wurde 1879 an Stelle eines Glockenturmes aus dem Jahre 1779 errichtet. In den Jahren 1909 und 1948 erfolgten Reparaturen am Dach. Seit den 1950er Jahren verfiel sie und wurde ausgeplündert. Im Jahre 1966 brach der Dachstuhl ein und das auf dem Dach befindliche Türmchen geriet in eine Schieflage. Die Ruine wurde um 1973 an einen Wochenendhäusler verkauft, der sie zu einer Garage umbaute. Die derzeitige Besitzerin der Garage konnte die alten Baupläne der Kapelle ermitteln und beabsichtigt auf deren Grundlage die Wiederherstellung.